# Лустери (бенд)

Лустери (2009 -) су акустични рок бенд из Аранђеловца.

## Биографија
Бенд је основан у Новембру 2009. године. Првобитни дуо чинили су Миодраг Антић / гитара и Марко Стојковић / гитара, вокал. Бенд је успешно наступао 2 године са више од 300 свирки, изводећи репертоар који се састојао од страних и домаћих обрада.
Бенду се током 2011. године прикључује Миран Ивановић, у почетку као вокал, а касније као перкусиониста и бубњар. Миодраг Антић напушта бенд и остаје двојац који и данас чини основу бенда.
Тако од 2011. године, као "уникатни дуо", бенд наступа по многим местима широм Србије - Аранђеловац, Лазаревац, Београд, Лајковац, Бајина Башта, Младеновац, Чачак, Смедеревска Паланка, Горњи Милановац, Ваљево,...Све укупно више од 2000 наступа широм земље и иностранства.
Средином 2017. године бенду се придружује Александар Јован Крстић / флаута, саксофон, кавал / што бенду даје нову димензију у извођењу.
Оно што одликује бенд је сирова енергија на наступима, велико искуство и ширина репертоара, као и интересантан и несвакидашњи третман инструмената.
Још од 2015. године повремено излазе дигитална издања "живих" снимака бенда са разних локација.
Почетак 2018. године обележио је и почетак стварања ауторске музике и првог албума који је објављен у децембру 2020. године у дигиталном формату и доступан је на свим најпознатијим светским платформама за стриминг музике.
Почетком 2022. године бенду се придружују Иво Игрутиновић / клавир / и Недељко Недић / перкусије /.

## Дискографија

### Студијски албуми
- Нема кад! - DropSound - , 2020)

### Албуми уживо
- Кад се добром надаш вол.1' - DropSound - , 2015)
- Кад се добром надаш вол.2 - DropSound - , 2015)
- Кад се добром надаш вол.3 - DropSound - , 2015)
- Стигматик - DropSound - , 2020)
- ММХХ Уживо - DropSound - , 2021)
- Српски паб 2021 - DropSound - , 2021)
- Миксолоџи 2022 - DropSound - , 2022)

## Прочитајте још
- Portal Headliner
- Portal Balkan Rock
- Portal Headliner